# Schloss Cotta

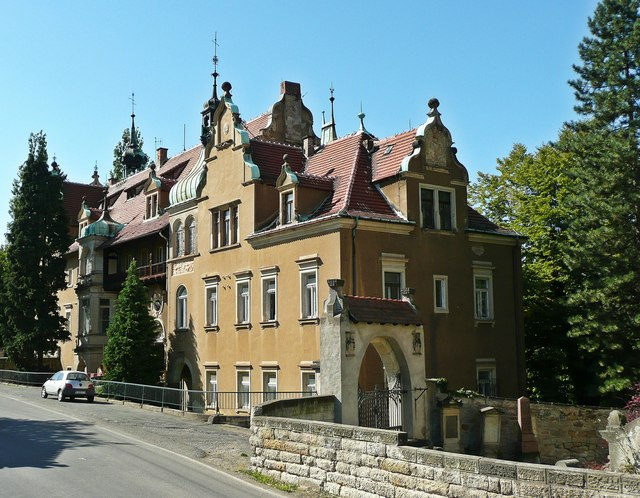
Schloss Cotta, rechts der Torbogen zur Kirche (2008)

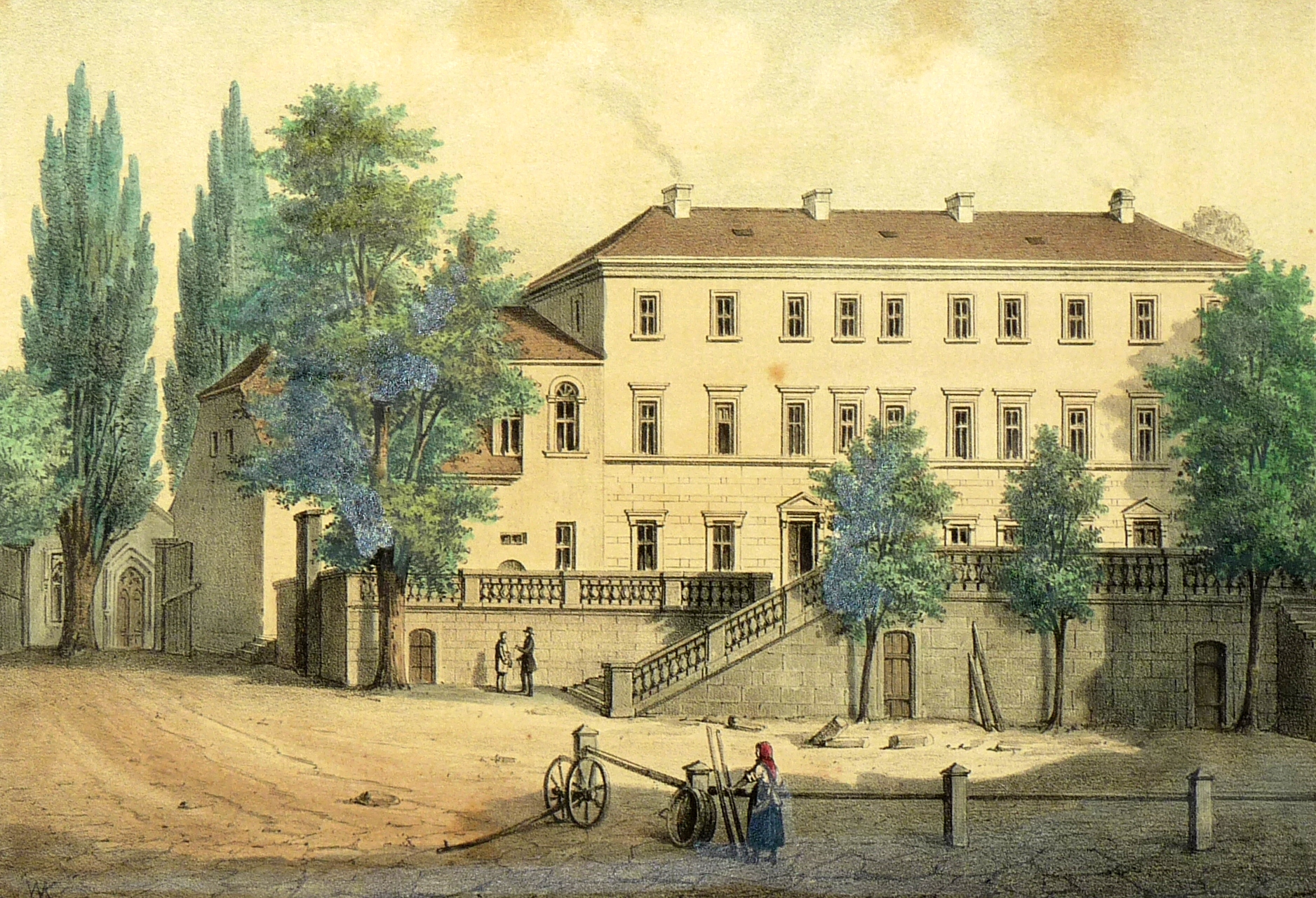
Parkseitige Ansicht von Schloss Cotta in Gustav Adolf Pönickes Album der Rittergüter und Schlösser im Königreiche Sachsen, um 1855

Schloss Cotta ist nach mehrfacher Umgestaltung ein Neorenaissance-Schloss in Großcotta bei Pirna am Rande der Sächsischen Schweiz.

## Geschichte
Seinen Ursprung hat das Schloss in einem Gutsbezirk, den die Burggrafen von Dohna um das Jahr 1000 gründeten. Die Anfänge des Schlosses sind in einem 1307 urkundlich erwähnten Vorwerk zu suchen, das seine Besitzer, die Herren von Kospoth, im 16. Jahrhundert zum Rittergut erweiterten. Im Jahr 1661 erwarb Carl Freiherr von Friesen das Rittergut und ließ ab 1662 ein neues Schloss neben der Kirche bauen, aus dem bisherigen Gutsschloss wurde ein Brauhaus.
Der Leipziger Buchhändler Gottfried Christoph Härtel ersteigerte 1821 das von Friesische Gut. Unter seiner Tochter Elwine Freifrau von Leyser, geb. Härtel  (1805; † 1885), erfolgte ab 1833 eine Umgestaltung im klassizistischen Stil nach Entwürfen von Woldemar Hermann. Über deren dritten Gatten Eduard von Burchardi (Hochzeit 1840) kam das Gut 1868 an den böhmischen Baron Franz Victor Ritter Bradský von Laboun. Es wurde Wohnsitz seiner Tochter Dorothea (Dora) von Eschwege, geborene von Bradsky-Labounska. Unter Dora von Eschwege, geboren in Cotta 1873, wurde das Anwesen 1895 erneut im Stil der Neorenaissance umgebaut und erweitert. Dabei wurden verschiedene Erker, Ziergiebel, Türmchen und Balkone angebaut und die Fassade mit Wappen und Sandsteinreliefs geschmückt. Nördlich des Schlosses wurde ein ca. 3/4 Hektar großer Park mit einem kleinen Teich angelegt. Dorothea von Eschwege, verheiratet mit Major Kurt von Eschwege (1866–1914), hatte eine Tochter, Jutta, die auf Schloss Cotta 1920 den späteren Generalleutnant der Luftwaffe Erwin von Römer (1885–1948) heiratete. Auf Schloss Cotta lebte seit 1903 auch die Witwe des dt. Luftfahrtpioniers Otokar Bradsky von Laboun, Hannah Bradsky von Laboun, geb. Schröder.
1925 beinhaltete der Besitz Cotta 582 ha und wurde durch den Verwalter Kurt Gottschalch geführt. Die Gutsfrau Dorothea von Eschwege beging nach dem Ende des Zweiten Weltkrieges am 9. Mai 1945 Suizid.
Im Zuge der Bodenreform wurde der zum Schloss gehörende Grundbesitz an Neubauern vergeben, das Schloss selbst wurde durch die Konsumgenossenschaft Dresden als Schulungsgaststätte genutzt. Die Nutzung endete im Zuge der Deutschen Wiedervereinigung.
Die Gemeinde Cotta übernahm das seit 1991 leerstehende Schloss 1995. Durch die Eingemeindung Cottas war seit dem 1. Januar 1998 die Gemeinde Dohma die Besitzerin des Schlosses. Pläne zur umfassenden Sanierung und Nutzbarmachung des Schlosses konnten nicht umgesetzt werden. Neben der Instandhaltung wurden nur einzelne Räume des Schlosses genutzt. Ende 2016 beschloss der Dohmaer Gemeinderat den Verkauf des Schlosses an einen Freitaler Immobilienunternehmer. Der Kaufpreis betrug 350.000 €.

## Sonstiges
Die Dreharbeiten zur Verfilmung des Romans Der Turm fanden im Jahr 2011 auch im Schloss Cotta statt.